# La Vansa i Fórnols
La Vansa i Fórnols là một đô thị trong tỉnh Lleida, cộng đồng tự trị Cataluña Tây Ban Nha. Đô thị La Vansa i Fórnols có diện tích là 106,1 ki-lô-mét vuông, dân số năm 2009 là 219 người với mật độ 2,05 người/km². Đô thị La Vansa i Fórnols có cự ly km so với tỉnh lỵ Lleida.